# Museu de Geórgia do Sul
O Museu da Geórgia do Sul fica situado em Grytviken, no centro administrativo do território britânico ultramarino das Ilhas Geórgia do Sul e Sandwich do Sul. 
O museu foi abrigado na restaurada Vila do Gerente, construída em 1916 e usado como a casa do gerente da armação baleeira de Grytviken até que a armação foi fechada em 1964. O museu da Geórgia do Sul foi estabelecido em 1992 como um museu especializado da indústria baleeira, mais tarde incluindo também todos os aspetos da descoberta da ilha, da captura de focas, da história marítima e da história natural, e da Guerra do Atlântico Sul em 1982. 
O museu tem uma loja de presentes e é popular entre os turistas que visitam a Geórgia do Sul por navios de cruzeiro ou por iates. A equipe de funcionários do museu, Tim e Pauline Carr, é dois dos cinco habitantes permanentes da ilha.